# St. Mary's (Colorado)
St. Mary's es un lugar designado por el censo ubicado en el condado de Clear Creek en el estado estadounidense de Colorado. En el Censo de 2010 tenía una población de 283 habitantes y una densidad poblacional de 75,62 personas por km².

## Geografía
St. Mary's se encuentra ubicado en las coordenadas 39°49′00″N 105°38′50″O / 39.81667, -105.64722. Según la Oficina del Censo de los Estados Unidos, St. Mary's tiene una superficie total de 3.74 km², de la cual 3.72 km² corresponden a tierra firme y (0.48%) 0.02 km² es agua.

## Demografía
Según el censo de 2010, había 283 personas residiendo en St. Mary's. La densidad de población era de 75,62 hab./km². De los 283 habitantes, St. Mary's estaba compuesto por el 97.53% blancos, el 0.35% eran afroamericanos, el 0.35% eran amerindios, el 0.35% eran asiáticos, el 0% eran isleños del Pacífico, el 0.35% eran de otras razas y el 1.06% pertenecían a dos o más razas. Del total de la población el 4.24% eran hispanos o latinos de cualquier raza.